# Bibliothek Zug
Die Bibliothek Zug (vormals Stadt- und Kantonsbibliothek Zug) ist die öffentliche Bibliothek für Stadt und Kanton Zug. Sie bietet ein vielfältiges, kostenloses Angebot an Medien und Veranstaltungen für alle Altersgruppen. Zur Bibliothek gehört eine Studienbibliothek mit Einzelarbeitsplätzen, Gruppenräumen, WLAN und einer grossen Auswahl an Nachschlagewerken. Als Kantonsbibliothek sammelt sie zugerische Publikationen, die sogenannten Tugiensia.

## Geschichte
Die Stadtbibliothek wurde 1836 offiziell gegründet. Ihre Anfänge gehen jedoch bis ins 15. Jahrhundert zurück; erster Vorläufer war die libery St. Oswald in der St. Oswaldskirche, deren erste Etappe 1480 vom Zuger Stadtpfarrer Magister Johannes Eberhard fertiggestellt wurde. Die Bücher der libery St. Oswald gelangten Mitte des 18. Jahrhunderts in die erste öffentliche Bibliothek der Stadt Zug. Deren Gründung gegenüber dem heutigen Standort der Bibliothek war 1758 von Dekan und Stadtpfarrer Beat Karl Anton Wolfgang Wickart angeregt und von der Regierung der Stadt Zug unterstützt worden.

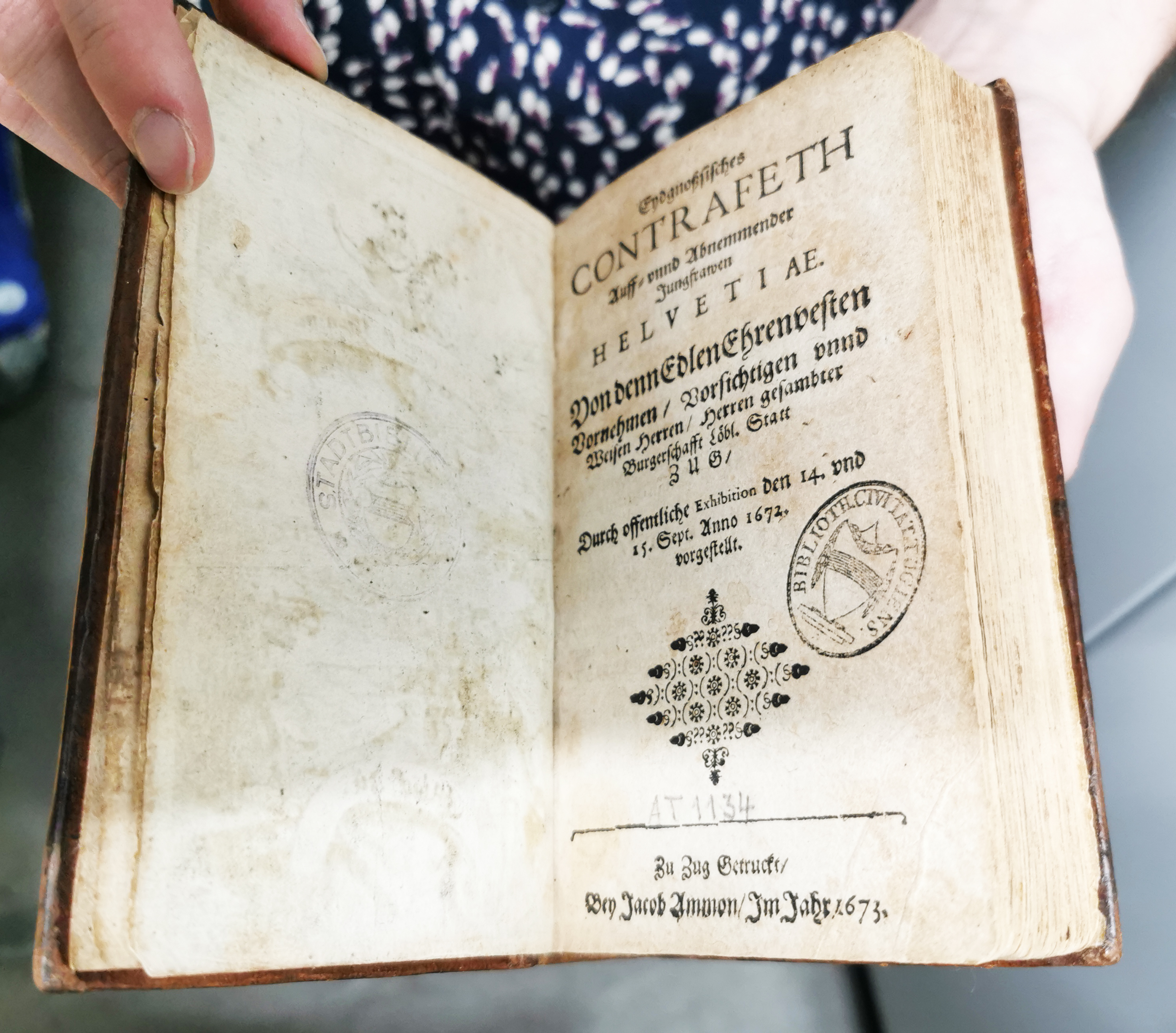
Vom Zuger Johann Caspar Weissenbach verfasstes Theaterstück: Eydgnoßsisches Contrafeth auff- unnd abnemmender Jungfrawen Helvetiae, Zug 1672

1806 wurde die Gemeinde Zug auf Beschluss des Stadtrats Eigentümerin der Büchersammlung, die nach einem Intermezzo im Kapuzinerkloster mittlerweile in das Pfarrhaus von Johann Konrad Bossard überführt worden war. Um die Bibliothek einer breiteren Öffentlichkeit zugänglich zu machen, beschloss der Stadtrat 1833, den Bestand aufzuteilen: Auf eine nicht öffentliche Bibliothek für Geistliche im Pfarrhaus (Pfarrbibliothek) und die neu gegründete Burgerbibliothek im Zurlaubenpfrundhaus, die am 1. Juli 1838 eröffnet wurde. Zur Betreuung der Burgerbibliothek wurde mit Carl Caspar Keiser erstmals ein Stadtbibliothekar gewählt.
1874 gelangte die Stadtbibliothek in den Besitz der Einwohnergemeinde. Aufgrund des stark angewachsenen Bestandes zog die Stadtbibliothek 1910 ins ehemalige städtische Zeughaus um. Seit 1941 übernimmt sie auf Grundlage des "Bibliotheks-Vertrags" zwischen der Einwohnergemeinde der Stadt Zug und dem Regierungsrat des Kantons Zug die Funktion und Aufgaben der Kantonsbibliothek. Ihr erster vollamtlicher Bibliothekar war ab 1945 Hans Koch.
Einen Einschnitt in die Benutzung markierte 1974 die Eröffnung einer Freihandbibliothek. Die massive Zunahme im Bestand und an Benutzenden führte 1986 – im Jahr des 150-jährigen Bestehens der Stadtbibliothek – zum Umzug an die heutige Adresse. Das «St. Wolfgangshaus» war im Mittelalter ein Kornhaus und wurde später in ein Kasernengebäude umgewandelt. Im Zusammenhang mit der 2011 eröffneten Studienbibliothek im Sockelgeschoss des ehemaligen kantonalen Zeughauses wurde der Vertrag zwischen Stadt und Kanton neu gefasst, so wurde beispielsweise der Name auf die griffigere Form Bibliothek Zug abgeändert. 2022 wurde die neue Bibliotheksstrategie für die Jahre 2023 bis 2027 verabschiedet.

## Bestand

### Allgemeinbestand

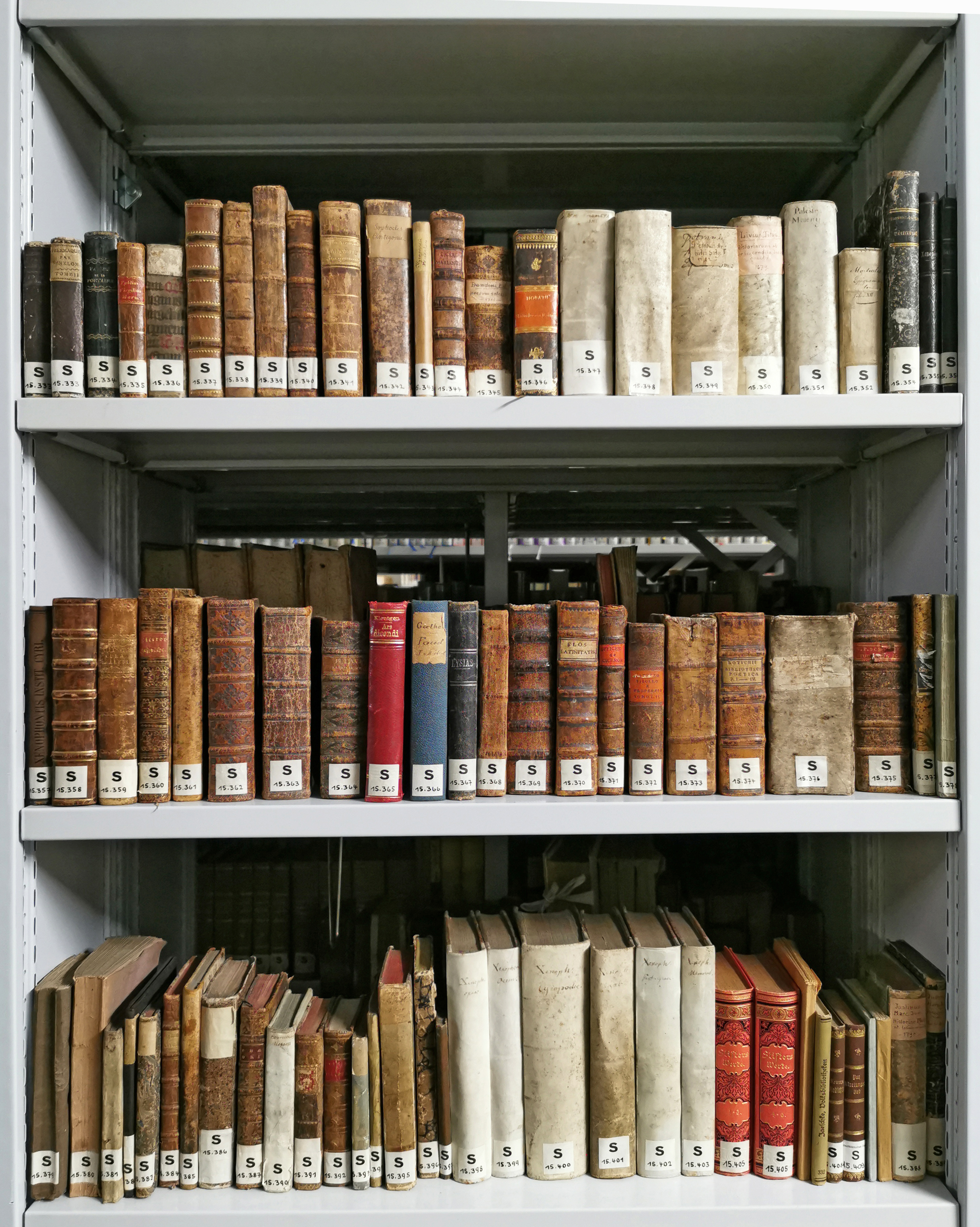
Altbestand

Im allgemein zugänglichen Bereich der Bibliothek Zug befinden sich rund 75'000 Medien (Bücher, Hörbücher, Karten, DVDs, BluRay Discs, Musik-CDs, Sprachkurse und Nintendo Switch Games) und rund 170 Zeitschriften. Die Digitale Bibliothek enthält über 43'000 Medien zur elektronischen Ausleihe. Dazu gehören E-Books, digitale Hörbücher, Zeitungen und Zeitschriften. Hinzu kommen Streamingplattformen für Filme und Musik. Sowohl vor Ort als auch in der Digitalen Bibliothek können zahlreiche fremdsprachige Medien in verschiedenen Sprachen ausgeliehen werden. Möglich ist zudem die Ausleihe von digitalen Geräten wie Tolino-E-Book-Reader, Virtual-Reality-Brillen oder Tonie-Hörfiguren und Robotern (Ozobot und Thymio) für Kinder. Die Bibliothek Zug erwirbt jedes Jahr ungefähr 16'000 Medien.
Im Magazin befinden sich rund 50'000 Medien. Es sind dies Grundlagenwerke aus verschiedenen Fachgebieten und Werke der Zuger Sammlung und Dokumentation.

### Zuger Sammlung und Dokumentation

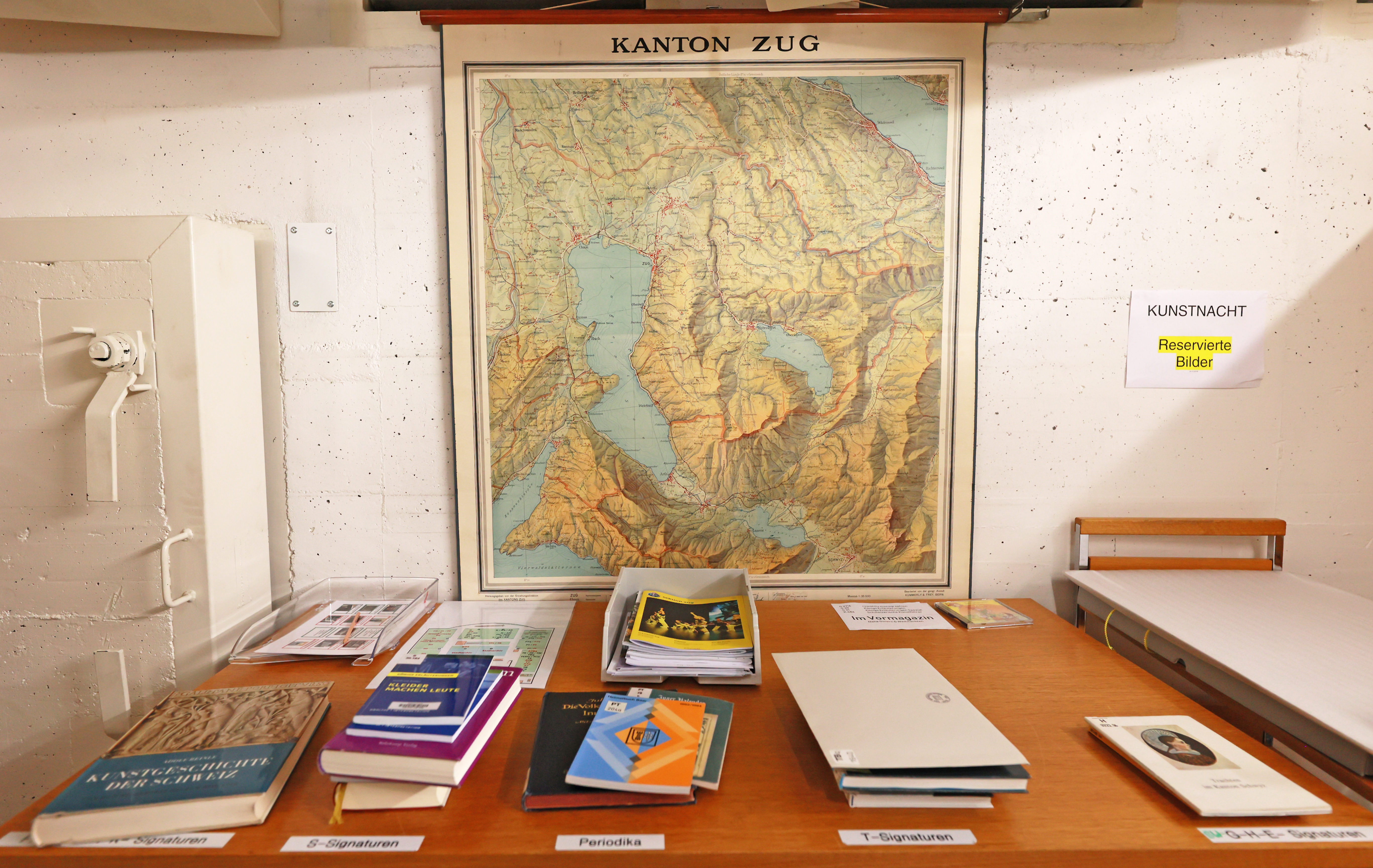
Eine Karte des Kantons Zug und verschiedene Bestandstypen

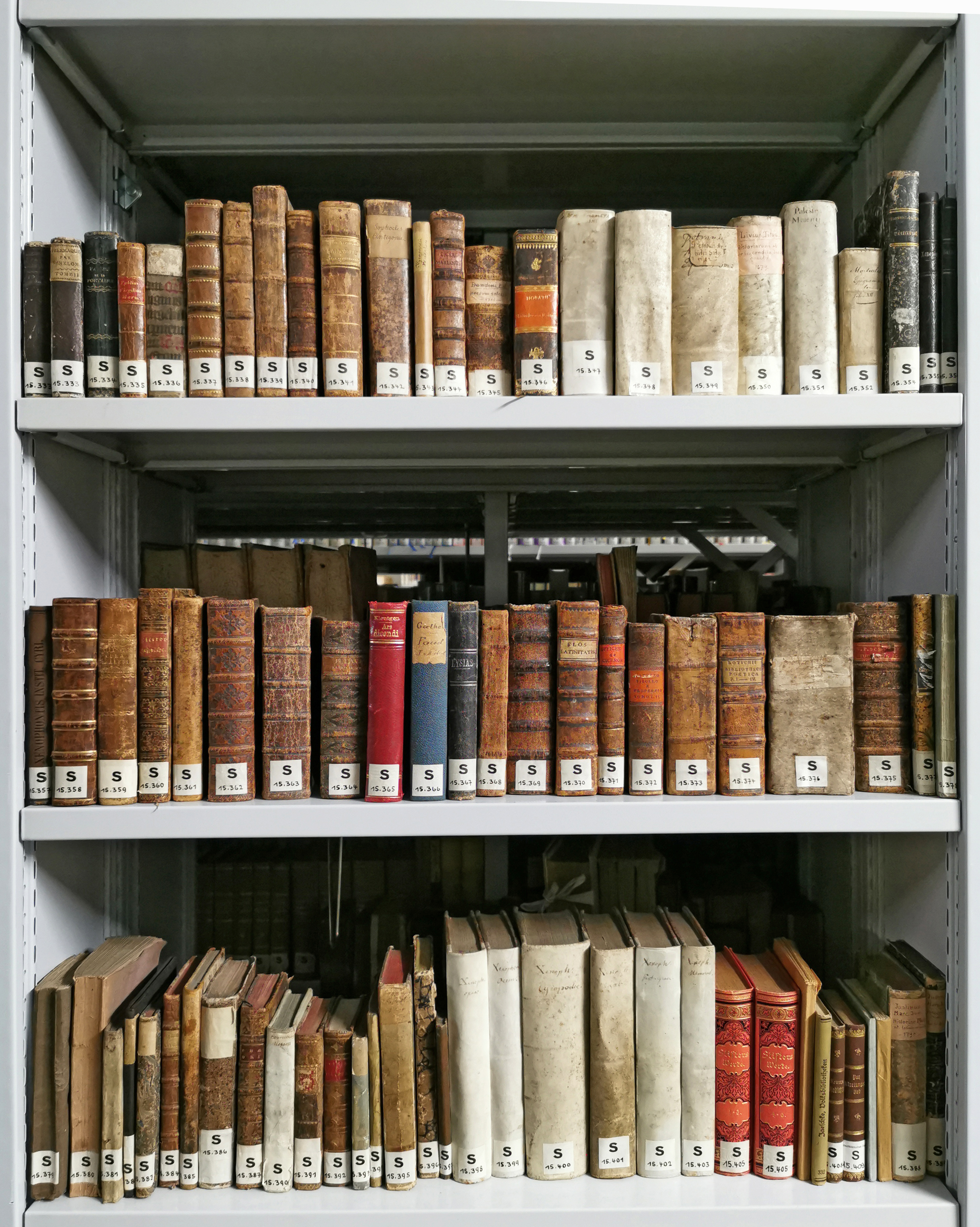
Historische Buchbestände

Als Kantonsbibliothek sammelt die Bibliothek Zug Publikationen mit Zuger Inhalt, von Zuger Urhebern sowie in Zug erschienene Veröffentlichungen. Diese Werke werden als Tugiensia bezeichnet. Die Zuger Sammlung und Dokumentation enthält circa 33'000 Medien aller Art.
Seit 2020 ergänzt die zeitgeschichtliche Dokumentation von doku-zug.ch die Zuger Sammlung der Bibliothek Zug. Die Zuger Dokumentation umfasst circa 4600 thematisch und geographisch geordnete Themendossiers mit über drei Millionen Zeitungs- und Zeitschriftenartikeln zu Themen aus Politik, Wirtschaft und Kultur in Zug, der Schweiz und der Welt. Die Bibliothek Zug führt die Dossiers mit Zuger Bezug weiter. Die Themendossiers der Zuger Dokumentation können online im Archivkatalog gesucht werden.
Die Zuger Sammlung und Dokumentation bietet unter anderem:
- historische Buchbestände
- ein umfassendes Angebot an Zuger Zeitungen seit dem 19. Jahrhundert
- Zuger Zeitschriften
- Fotografien, Postkarten, Glasplatten und Plakate
- Filme, Videos, Tondokumente
- Kleindruckschriften in circa 1'900 Themendossiers
- Zuger Bibliographie, die eine Auswahl an Dokumenten (neben Büchern auch Landkarten, audiovisuelle Medien oder Spiele) mit inhaltlicher Beziehung zum Kanton Zug beinhaltet
- 4600 Themendossiers der Zuger Dokumentation

Die Bestände der Zuger Sammlung und Dokumentation sind im Bibliothekskatalog und im Digitalen Lesesaal verzeichnet. Die digitalisierten Glasplatten, Postkarten und Beiträge von zwei Zuger Lokalfernsehversuchen können zudem auf dem Zentralschweizer Kulturgüterportal ZentralGut angeschaut werden. Ältere Zuger Publikationen sind zum Teil noch in Zettelkatalogen verzeichnet. Die Tugiensia können vor Ort in der Bibliothek Zug konsultiert werden, wobei in den letzten Jahren immer grössere Teile des Bestandes für den Online-Zugriff zugänglich geworden sind.
In Kooperation mit dem Stadtarchiv Zug betreut die Bibliothek Zug seit 2019 das Online-Portal ZugDigital, das auf Bücher, Zeitschriften, Zeitungen, Fotografien, geografische Karten und Datenbanken zu Geschichte und Kultur von Stadt und Kanton Zug verweist.

## Benutzung
Die Bibliothek steht allen Personen zur Verfügung, die in der Region Zug wohnen oder im Kanton Zug arbeiten beziehungsweise zur Schule gehen. Dokumente, die nicht in der Bibliothek Zug vorhanden sind, werden nach Möglichkeit über den interbibliothekarischen Leihverkehr beschafft. Die Bibliothek Zug verfügt über mehr als 14'000 eingeschriebene, aktive Benutzer. 2022 wurden über 474'000 Medien ausgeliehen. Die Bibliothek Zug verzeichnete 2022 über 175'000 Zutritte.
In den letzten Jahren hat die Bibliothek ihr Veranstaltungsprogramm stetig ausgebaut. Unter anderem finden Vorträge und Lesungen für Erwachsene, aber auch Geschichtenzeiten für Kinder statt.
Seit 2011 bietet die an der Kirchenstrasse 6 unweit der Bibliothek gelegene Studienbibliothek über 100 Arbeitsplätze für das ruhige Arbeiten und Gruppenräume für den gemeinsamen Austausch. Mit dem Bibliotheksausweis ist der Zutritt zur Bibliothek und zur Studienbibliothek montags bis samstags von 7 bis 23 Uhr möglich.

## Kataloge

### Online-Katalog
Der Online-Katalog, seit März 2020 in die Webseite integriert, umfasst über 160'000 Dokumente aus den Beständen der Erwachsenen- und Kinderbibliothek, der Studienbibliothek, dem Magazin sowie der Bibliothek der Musikschule Zug (MSB). und des Staatsarchivs des Kantons Zug. Die Suche kann nach Medientyp eingeschränkt werden.

### Verzeichnisse der Zuger Sammlung und Dokumentation
Druckschriften und analoge Audiovisuelle Medien der Zuger Sammlung sind ebenfalls im Bibliothekskatalog recherchierbar. Bestände und digitale Medien der Zuger Sammlung und die Zuger Dokumentation sind über den Digitalen Lesesaal abrufbar.

### Zettelkataloge
Medien, die vor 1990 angeschafft wurden, sind im Zettelkatalog nachgewiesen. Dieser besteht aus:
- Alphabetischer Katalog nach Autoren und Sachtiteln (Anonyma, Zeitschriften etc.)
- Sachkatalog (nach Dezimalklassifikation)
- Zuger Bibliographie

## Kunst am Bau
Erst seit Herbst 2017 ist die Fassade des Gebäudes der Bibliothek Zug beschriftet. Die Beschriftung auf der Süd- und Westfassade wurde vom Zuger Grafiker Heiri Scherer entworfen und ist im gleichen Stil gehalten wie die Beschriftungen am Stadthaus und an zahlreichen Gebäuden in der Altstadt. Sie besteht aus verschiedenen Begriffspaaren, die auf zwei Zeilen angeordnet sind. An der Nordfassade leuchtet seit September 2014 die Lichtinstallation "UND" des Baarer Künstlers Markus Uhr bei Einbruch der Dunkelheit. Neben verschiedenen Bildern fallen in den Innenräumen der Bibliothek vor allem die Gemälde von Andreas Walser und Albert Merz auf. Die Gewölbemalerei Walsers schmückt seit 1987 die Decke des Zeitschriftenraumes, während das Wandgemälde und der dazu gehörige Bilderfries des Unterägerer Künstlers Merz die Eingangshalle seit den Ostern 1988 prägen. Seit Januar 2020 ziert eine Kugel des Zuger Künstlers Eugen Jans den Eingangsbereich. Jans schuf sie 1999 aus regionalem Pappelholz.